# Лісовий заповідник Пагорби Нґонґ
Лісовий заповідник Нґонґ-Хіллс є природоохоронною територією Кенії. Заповідник розташований на 9 км на південний схід від Найробі. Найвища вершина знаходиться на висоті 2,460 м над рівнем моря. Нґонґ Хіллс було засновано у 1981 році урядом Кенії. Заповідник займає понад 21 км².

## Біорізноманіття
На східній стороні пагорбів переважають гірські сухі ліси та лісисті луки, тоді як на західній стороні переважно чагарники.
Тваринний світ лісового заповідника Нґонґ Хіллс в основному складається з буйволів, мавп верветок і колобусів, павіанів, дуїйкерів, кущових синей, звичайних кобів і леопардів. Проте леопарди здебільшого зустрічаються в залишках місцевих лісів уздовж річкових долин.

## References
1. ↑  Kenya Wildlife Service (2018). Ngong Hills Forest Reserve. African Horizons. Процитовано 24 квітня 2024.